# 迪特尔·维登曼
迪特尔·维登曼（德語：Dieter Wiedenmann，1957年4月23日—），德国男子赛艇运动员。他曾代表西德参加1984年夏季奥林匹克运动会赛艇比赛，联同阿尔贝特·黑德里希、雷蒙德·赫尔曼和米夏埃尔·迪施获得男子四人双桨金牌。